# Александър Карастоянов
Александър Александров Карастоянов е български и съветски офицер, капитан от Червената армия, генерал-майор от българската народна армия.

## Биография
Роден е в затвора в Лом на 24 май 1924 г. Син е на загиналия на 26 септември 1923 в Септемврийското въстание Александър Карастоянов. Майка му, също участник във въстанието е арестувана и вкарана в затвора в Лом, където ражда сина си. По решение на БКП майка му емигрира в СССР през 1926 г. От 1933 до 1939 г. учи в първи интернационален детски дом в град Иваново. Там завършва 8 клас в 37-а средна школа. От 1938 г. е член на ВЛКСМ, а от 1945 г. на БКП. Там през октомври 1939 г. той постъпва във Военно-кавалерийското училище в Тамбов. Завършва през март 1941 г. Назначен е като командир на минохвъргачен взвод в 87-и кавалерийски полк. Последователно е командир на взвод, ескадрон, помощник началник-щаб на полк. За участието си в боя при Смоленск получава медал „За боева заслуга“. По време на Втората световна война е лейтенант в 63-ти кавалерийски корпус. От ноември 1942 г. е помощник-командир на оперативен отдел в 64-ти кавалерийски корпус, с който се сражава в Битката при Сталинград в района на Котелниково. През август 1943 г. е в състава на 8-а гвардейско-кавалерийска дивизия, с коя участва във форсирането на Днепър и освобождаването на Киев. През 1944 г. участва в Лвовско-Сандомирската офанзива в Полша. Воюва още в Румъния, Унгария и Полша.
Завръща се в България като капитан от Червената армия през декември 1944 г. От февруари 1945 г. до началото на 1946 г. е началник на секция в щаба на Конницата. След това до септември 1947 г. е началник на разузнавателната служба при щаба на конницата. В периода септември 1947-май 1950 г. учи във Военната академия „Г.С.Раковски“ в София. От май 1950 г. е назначен за началник на отдел оперативно разузнаване в Разузнавателното управление при Генералния щаб. Остава на този пост до октомври 1952 г. След това от 14 октомври 1952 г. започва да учи във Военната академия на Генералния щаб на армията на СССР. Бил е военен аташе в Унгария (до 1963) и Виетнам. Достига чин генерал-майор. Освободен от длъжност през 1990 г. Умира през 2005 г. в София. Издава спомени „С червените ескадрони“ (ВИ, 1976). Награждаван е с ордени „Отечествена война“ I ст. и II ст., медал „За победа над Германия“ и други.

## Образование
- 37-а средна школа, СССР (1933 – 1939)
- Военно-кавалерийското училище, Тамбов (октомври 1939 – март 1941)
- Военна академия (септември 1947 – май 1950)
- Академия на Генералния щаб на армията на СССР „Ворошилов“ (14 октомври 1952 – ?)